# GShG-7.62
GShG-7.62 é uma arma da família de gatling, desenvolvida no ano de 1960 pela extinta União Soviética, com quatro canos, similar ao M134 Minigun, porem diferente desta, ela tem sido apenas usada para armar aeronaves, é operada a gás.
Ela foi usada pela primeira vez para armar os protótipos do helicóptero Ka-29.

## Ver tambem
- M134 Minigun
- M61 Vulcan

## Referência
- The old new Gatling: M134 Minigun, M61 Vulcan, GAU-8/A Avenger and others